# 名古屋市電
名古屋市電（日语：／ Nagoya shiden */?）是過去由名古屋市經營的有軌電車交通系統，具體由名古屋市交通局負責運行。 開業於1898年（明治31年），是日本第二個電氣鐵路系統。1922年由私營改為市營。1974年（昭和49年）3月31日，名古屋市電停止運行。